# V392 Близнецов
V392 Близнецов (лат. V392 Geminorum) — одиночная переменная звезда в созвездии Близнецов на расстоянии (вычисленном из значения параллакса) приблизительно 13 067 световых лет (около 4 006 парсек) от Солнца. Видимая звёздная величина звезды — от +16,8m до +16,47m.

## Характеристики
V392 Близнецов — жёлтая пульсирующая переменная звезда типа Дельты Щита (DSCT) спектрального класса G. Эффективная температура — около 5238 К.